# Le Mesge

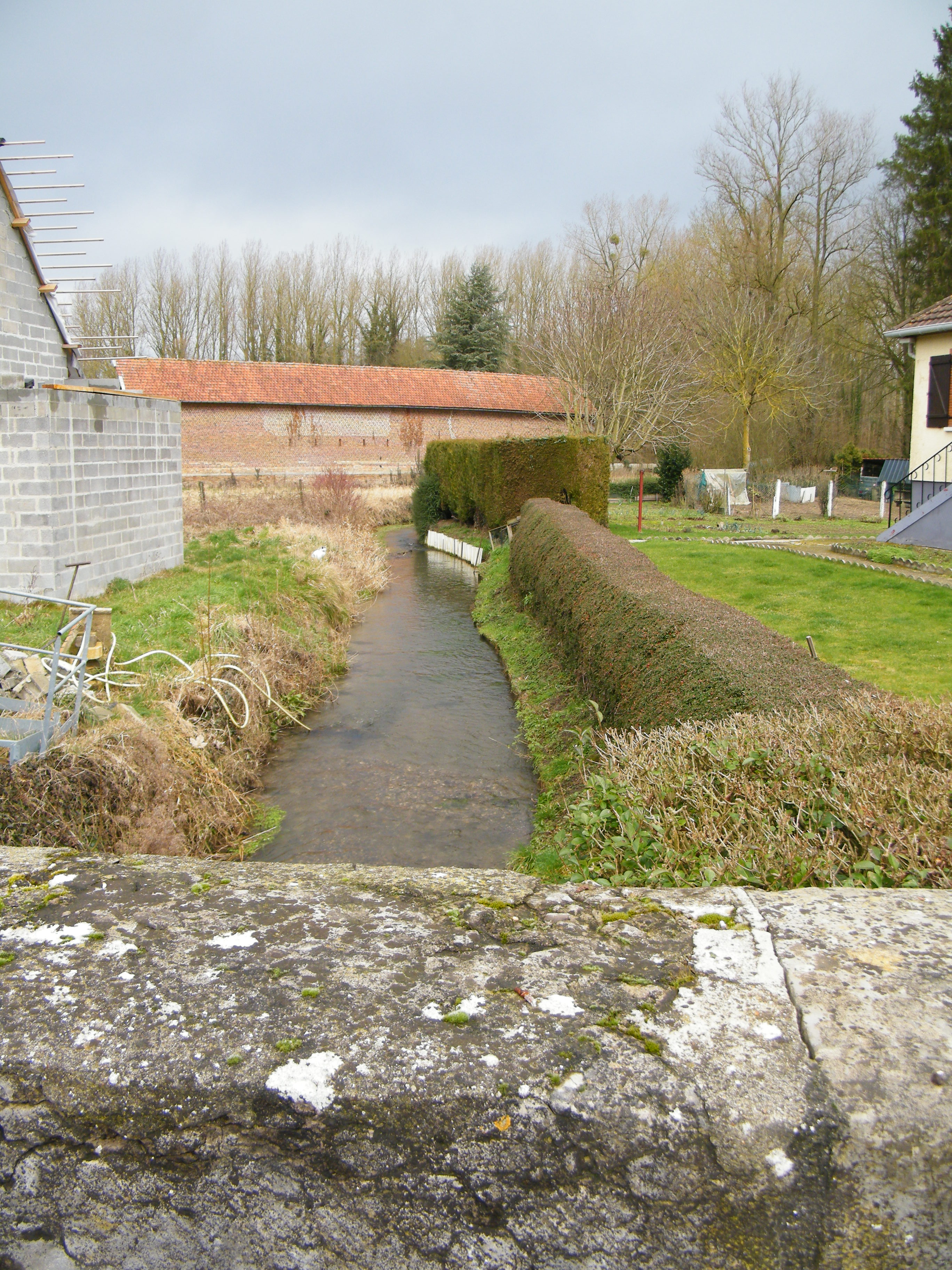
Le Saint-Landon au Mesge.

Le Mesge est une commune française située dans le département de la Somme en région Hauts-de-France.

## Géographie

### Localisation
Le Mesge est un village picard de l'Amiénois.
À vol d'oiseau, la localité est située à 8 km à l'est d'Airaines, 8 km au sud de Flixecourt, 9 km au sud-est de Longpré-les-Corps-Saints, 18 km au nord-ouest d'Amiens et à 24 km au sud-est d'Abbeville.
Le territoire est limitrophe de ceux de cinq communes.  
Les communes limitrophes sont Fourdrinoy, Cavillon, Quesnoy-sur-Airaines, Riencourt et Soues.

### Hydrographie

#### Réseau hydrographique
La commune est située dans le bassin Artois-Picardie. Elle est drainée par la rivière du Saint-Landon et les Soues,.
Le Saint-Landon, d'une longueur de 13 km, prend sa source dans la commune de Molliens-Dreuil et se jette  dans la Somme canalisée à Hangest-sur-Somme, face à la commune de Bourdon, après avoir traversé sept communes.

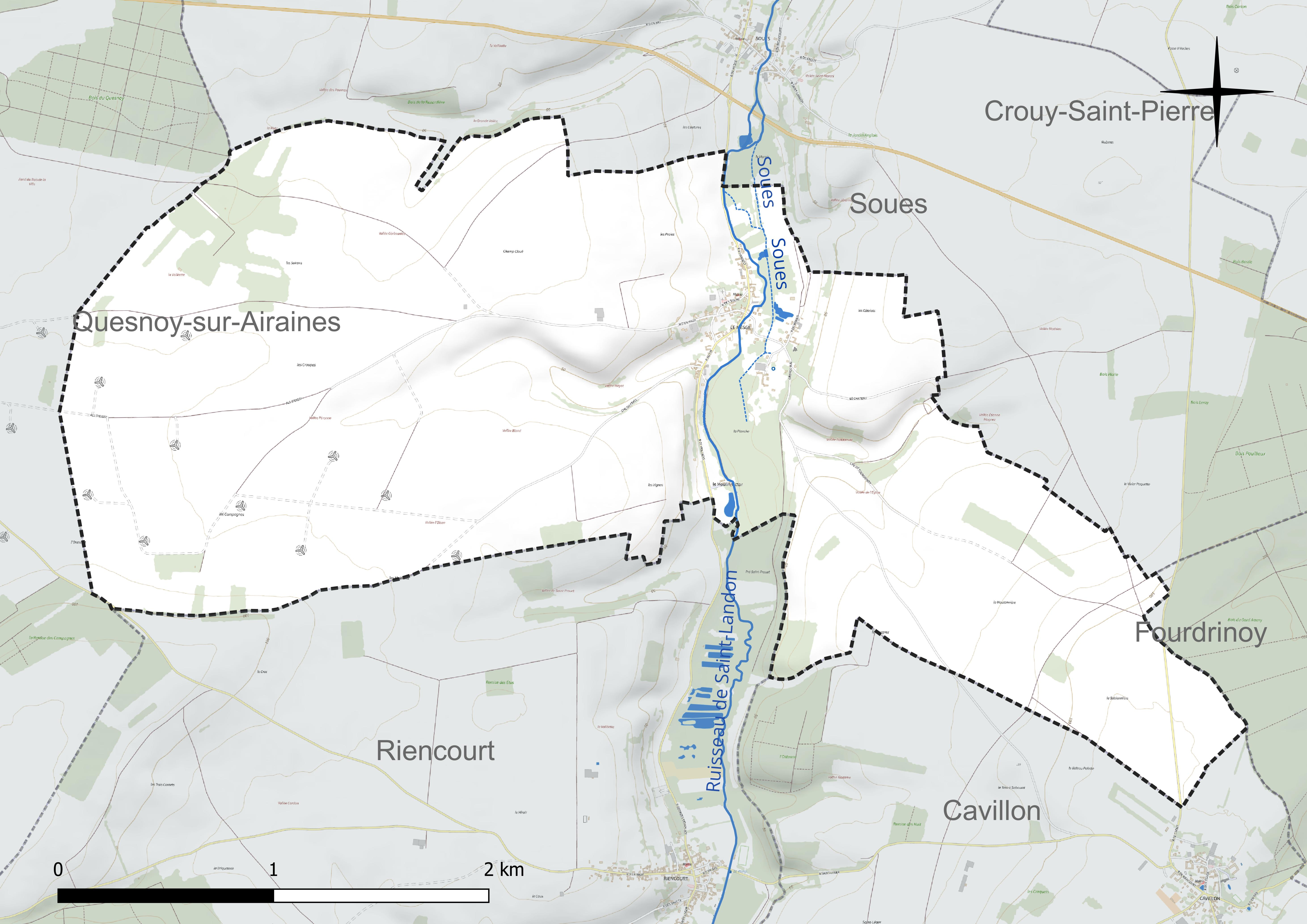
Réseau hydrographique du Mesge.

#### Gestion et qualité des eaux
Le territoire communal est couvert par le schéma d'aménagement et de gestion des eaux (SAGE) « Somme aval et Cours d'eau côtiers ». Ce document de planification concerne un territoire de 1 835 km2 de superficie, délimité par le bassin versant de la Somme canalisée. Le périmètre a été arrêté le 29 avril 2010 et le SAGE proprement dit a été approuvé le 6 août 2019. La structure porteuse de l'élaboration et de la mise en œuvre est le syndicat mixte d'aménagement hydraulique du bassin versant de la Somme (AMEVA).
La qualité des cours d'eau peut être consultée sur un site dédié géré par les agences de l'eau et l'Agence française pour la biodiversité.

### Climat
Pour des articles plus généraux, voir Climat des Hauts-de-France et Climat de la Somme.
En 2010, le climat de la commune est de type climat océanique dégradé des plaines du Centre et du Nord, selon une étude du CNRS s'appuyant sur une série de données couvrant la période 1971-2000. En 2020, Météo-France publie une typologie des climats de la France métropolitaine dans laquelle la commune est exposée à un climat océanique et est dans la région climatique Côtes de la Manche orientale, caractérisée par un faible ensoleillement (1 550 h/an) ; forte humidité de l'air (plus de 20 h/jour avec humidité relative > 80 % en hiver), vents forts fréquents.
Pour la période 1971-2000, la température annuelle moyenne est de 10,3 °C, avec une amplitude thermique annuelle de 13,7 °C. Le cumul annuel moyen de précipitations est de 707 mm, avec 11,7 jours de précipitations en janvier et 8,4 jours en juillet. Pour la période 1991-2020, la température moyenne annuelle observée sur la station météorologique la plus proche, située sur la commune d'Oisemont à 20 km à vol d'oiseau, est de 11,1 °C et le cumul annuel moyen de précipitations est de 801,4 mm,. Pour l'avenir, les paramètres climatiques de la commune estimés pour 2050 selon différents scénarios d'émission de gaz à effet de serre sont consultables sur un site dédié publié par Météo-France en novembre 2022.

## Urbanisme

### Typologie
Au 1er janvier 2024, Le Mesge est catégorisée commune rurale à habitat dispersé, selon la nouvelle grille communale de densité à sept niveaux définie par l'Insee en 2022.
Elle est située hors unité urbaine. Par ailleurs la commune fait partie de l'aire d'attraction d'Amiens, dont elle est une commune de la couronne,. Cette aire, qui regroupe 369 communes, est catégorisée dans les aires de 200 000 à moins de 700 000 habitants,.

### Occupation des sols
L'occupation des sols de la commune, telle qu'elle ressort de la base de données européenne d'occupation biophysique des sols Corine Land Cover (CLC), est marquée par l'importance des territoires agricoles (93,6 % en 2018), en augmentation par rapport à 1990 (91,5 %). La répartition détaillée en 2018 est la suivante : 
terres arables (86,4 %), forêts (6,4 %), zones agricoles hétérogènes (5,1 %), prairies (2,1 %). L'évolution de l'occupation des sols de la commune et de ses infrastructures peut être observée sur les différentes représentations cartographiques du territoire : la carte de Cassini (XVIIIe siècle), la carte d'état-major (1820-1866) et les cartes ou photos aériennes de l'IGN pour la période actuelle (1950 à aujourd'hui).

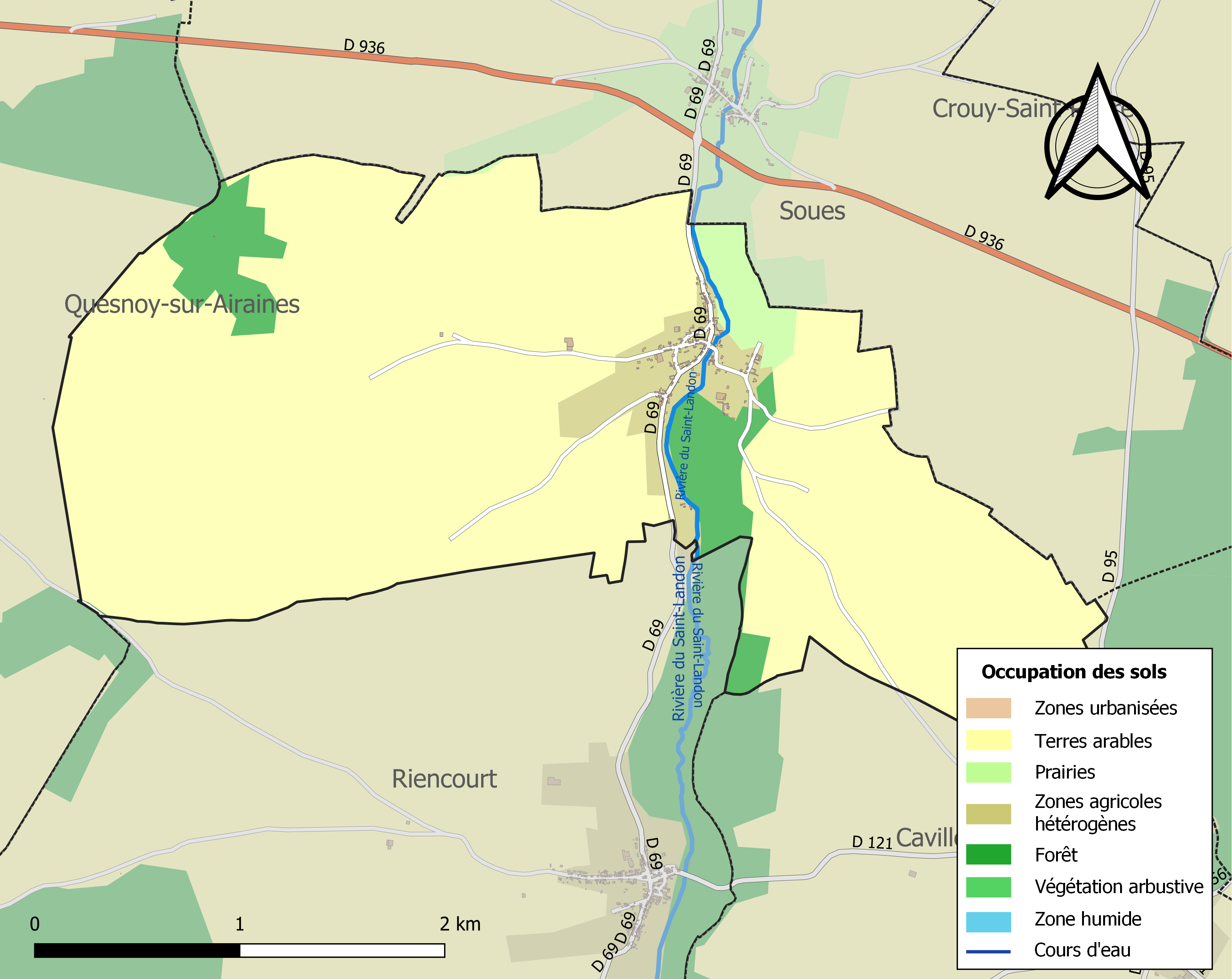
Carte des infrastructures et de l'occupation des sols de la commune en 2018 (CLC).

### Habitat et logement
En 2018, le nombre total de logements dans la commune était de 84, alors qu'il était de 78 en 2013 et de 73 en 2008.
Parmi ces logements, 90,1 % étaient des résidences principales, 4,4 % des résidences secondaires et 5,5 % des logements vacants. Ces logements étaient pour 97,4 % d'entre eux des maisons individuelles et pour 0 % des appartements.
Le tableau ci-dessous présente la typologie des logements au Le Mesge en 2018 en comparaison avec celle de la Somme et de la France entière. Une caractéristique marquante du parc de logements est ainsi une proportion de résidences secondaires et logements occasionnels (4,4 %) inférieure à celle du département (8,3 %) mais supérieure à celle de la France entière (9,7 %). Concernant le statut d'occupation de ces logements, 89,9 % des habitants de la commune sont propriétaires de leur logement (88,4 % en 2013), contre 60,3 % pour la Somme et 57,5 pour la France entière.
| Typologie                                               | Le Mesge | Somme | France entière |
| ------------------------------------------------------- | -------- | ----- | -------------- |
| Résidences principales (en %)                           | 90,1     | 83,3  | 82,1           |
| Résidences secondaires et logements occasionnels (en %) | 4,4      | 8,3   | 9,7            |
| Logements vacants (en %)                                | 5,5      | 8,4   | 8,2            |

## Toponymie
Le nom de la localité est attesté sous les formes Vicum megium en 588 ; Mesgium en 1066 ; Mesum en 1164 ; Megium en 1183 ; Le Metge en 1273 ; Le Mege en 1290 ; Mege en 1183 ; Mesge en 1301 ; Le Mesge en 1337 ; Mesges en 1535 ; Meige en 1648 ; Maige en 1720 ; Le Meige en 1728 ; Lemesge en 1801.

## Histoire
Le village aurait, dit-on, vu le passage de Fuscianus (futur saint Fuscien) au cours de son périple entrepris pour évangéliser la Gaule du Nord-ouest.

## Politique et administration
| Période                                  | Période                       | Identité         | Étiquette | Qualité                                        |
| ---------------------------------------- | ----------------------------- | ---------------- | --------- | ---------------------------------------------- |
| Les données manquantes sont à compléter. |                               |                  |           |                                                |
| avant 1920                               | après 1922                    | Henri Gilbert    |           |                                                |
| Les données manquantes sont à compléter. |                               |                  |           |                                                |
| mars 2001                                | mars 2008                     | Michel Dilly     |           |                                                |
| mars 2008                                | En cours (au 2 décembre 2021) | Bertrand Blaizel |           | Cadre retraité Réélu pour le mandat 2020-2026, |

## Équipements et services publics

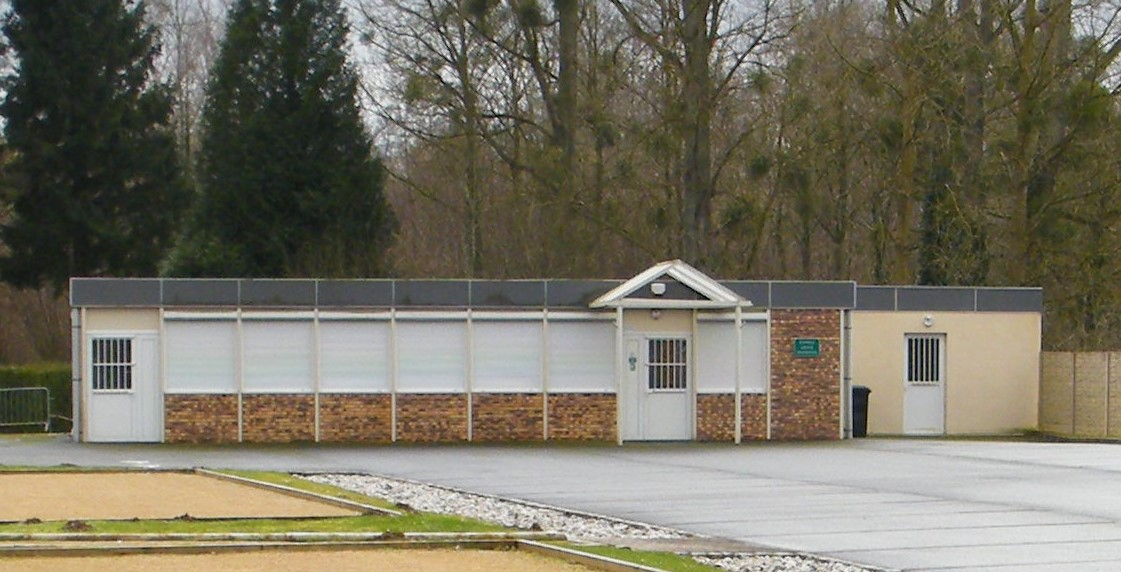
La salle communale et le boulodrome.
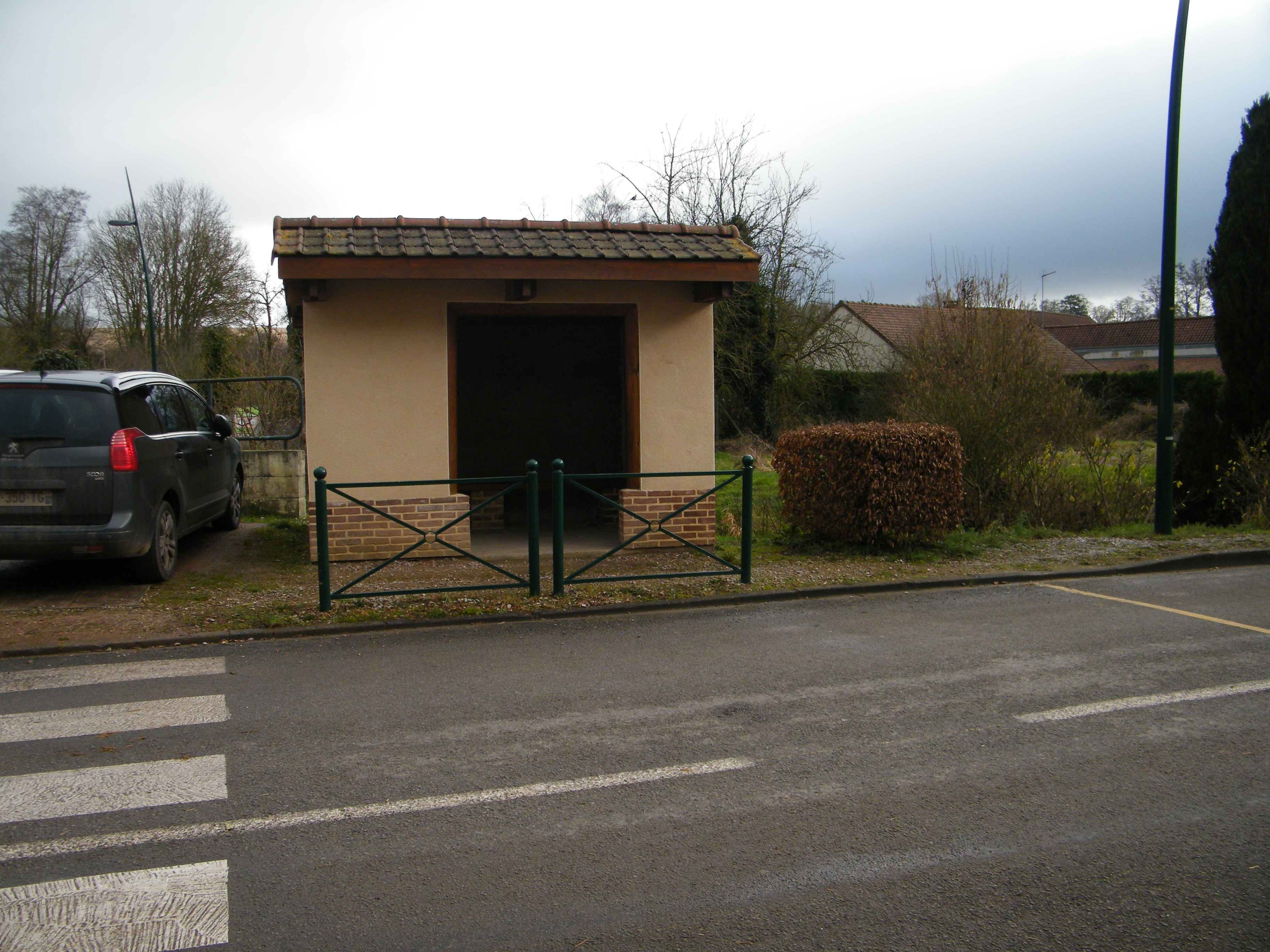
L'abri-bus

## Démographie
L'évolution du nombre d'habitants est connue à travers les recensements de la population effectués dans la commune depuis 1793. Pour les communes de moins de 10 000 habitants, une enquête de recensement portant sur toute la population est réalisée tous les cinq ans, les populations de référence des années intermédiaires étant quant à elles estimées par interpolation ou extrapolation. Pour la commune, le premier recensement exhaustif entrant dans le cadre du nouveau dispositif a été réalisé en 2005.

En 2022, la commune comptait 148 habitants, en évolution de −17,78 % par rapport à 2016 (Somme : −1,26 %, France hors Mayotte : +2,11 %).
| 1793 | 1800 | 1806 | 1821 | 1831 | 1836 | 1841 | 1846 | 1851 |
| ---- | ---- | ---- | ---- | ---- | ---- | ---- | ---- | ---- |
| 340  | 411  | 388  | 456  | 438  | 473  | 472  | 458  | 440  |

| 1856 | 1861 | 1866 | 1872 | 1876 | 1881 | 1886 | 1891 | 1896 |
| ---- | ---- | ---- | ---- | ---- | ---- | ---- | ---- | ---- |
| 437  | 416  | 412  | 398  | 335  | 303  | 294  | 291  | 275  |

| 1901 | 1906 | 1911 | 1921 | 1926 | 1931 | 1936 | 1946 | 1954 |
| ---- | ---- | ---- | ---- | ---- | ---- | ---- | ---- | ---- |
| 238  | 224  | 186  | 173  | 192  | 201  | 187  | 180  | 183  |

| 1962 | 1968 | 1975 | 1982 | 1990 | 1999 | 2005 | 2006 | 2010 |
| ---- | ---- | ---- | ---- | ---- | ---- | ---- | ---- | ---- |
| 184  | 188  | 165  | 153  | 156  | 150  | 173  | 173  | 187  |

| 2015 | 2020 | 2022 | - | - | - | - | - | - |
| ---- | ---- | ---- | - | - | - | - | - | - |
| 179  | 153  | 148  | - | - | - | - | - | - |

## Culture locale et patrimoine

### Lieux et monuments
- Église Saint-Fuscien.
- Le Saint-Landon passe au Mesge.
- Monument aux morts, inauguré  le 7 mai 1922 en hommage aux 10 habitants du village tués pendant la Première Guerre mondiale[22]

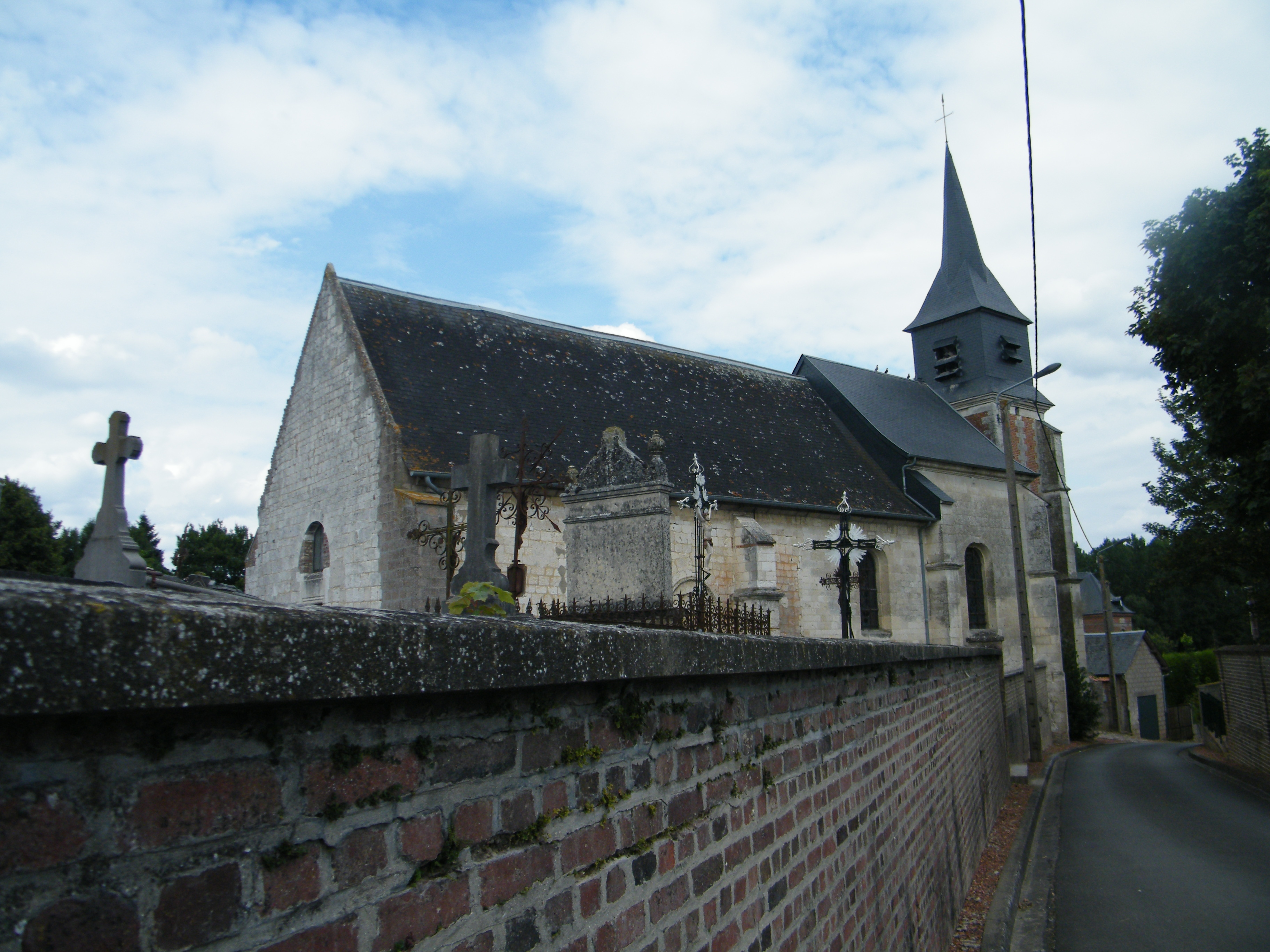
L'église Saint-Fuscien.
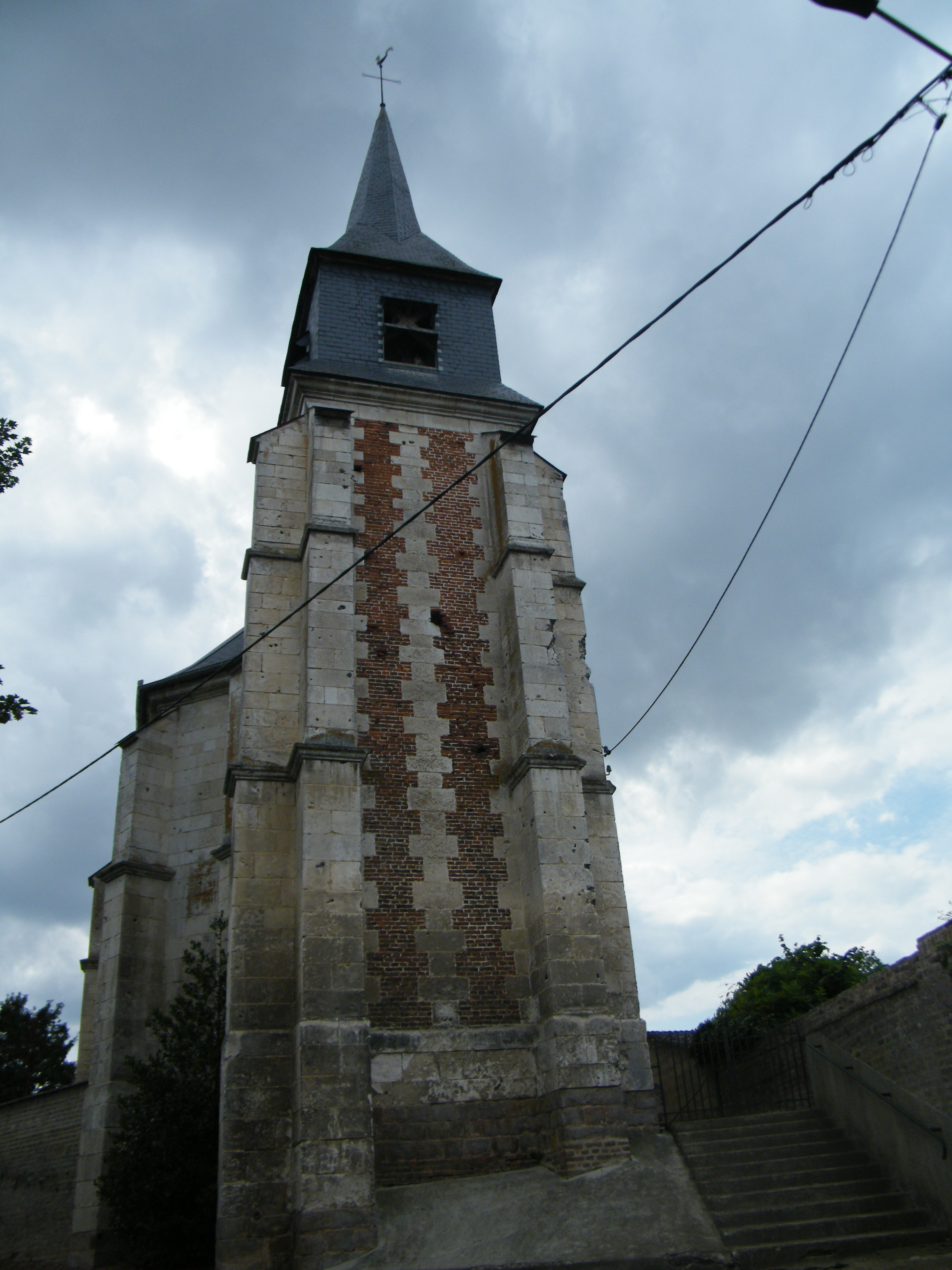
Le clocher de l'église.
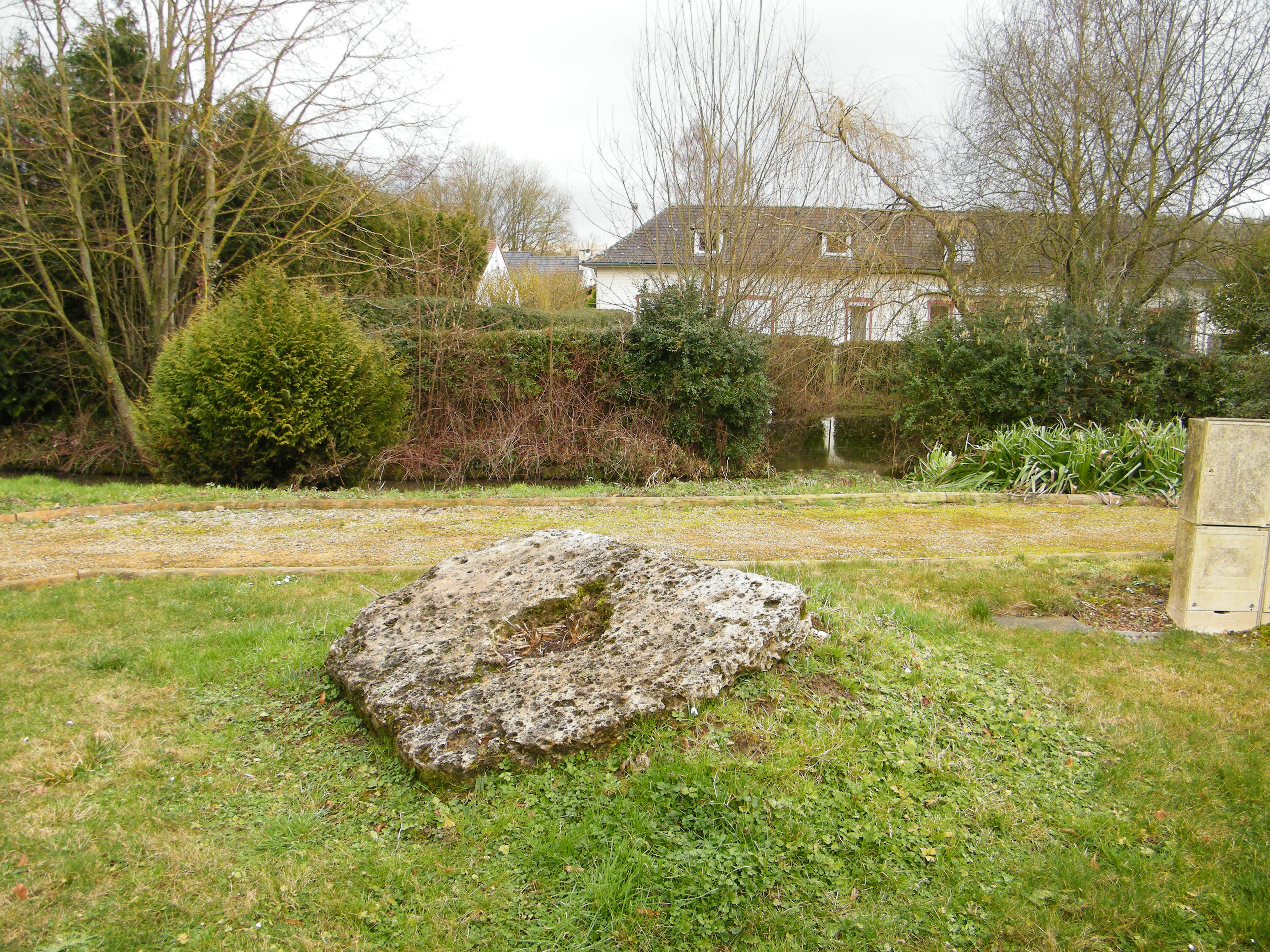
Meule de l'ancien moulin.
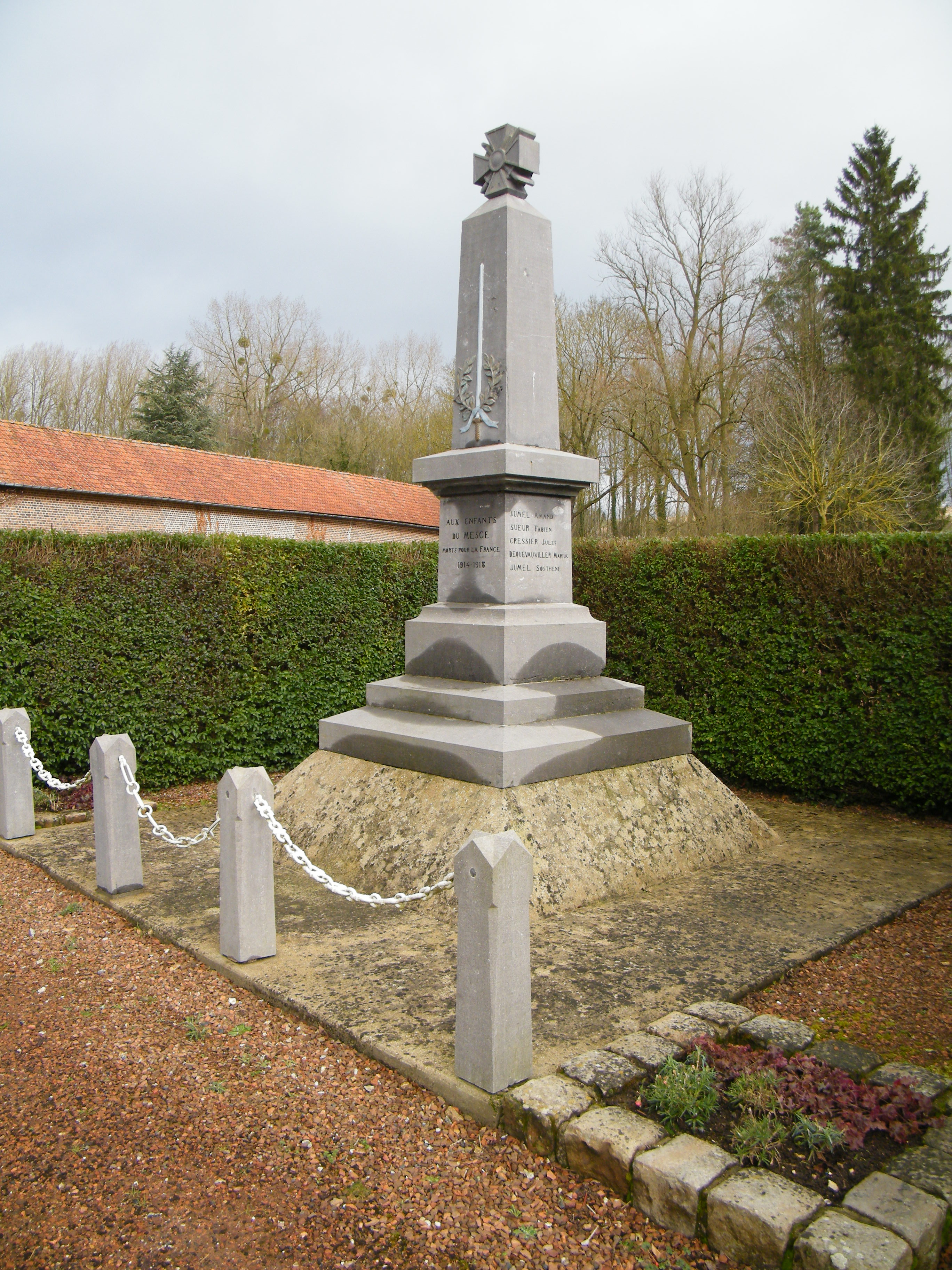
Le monument aux morts.
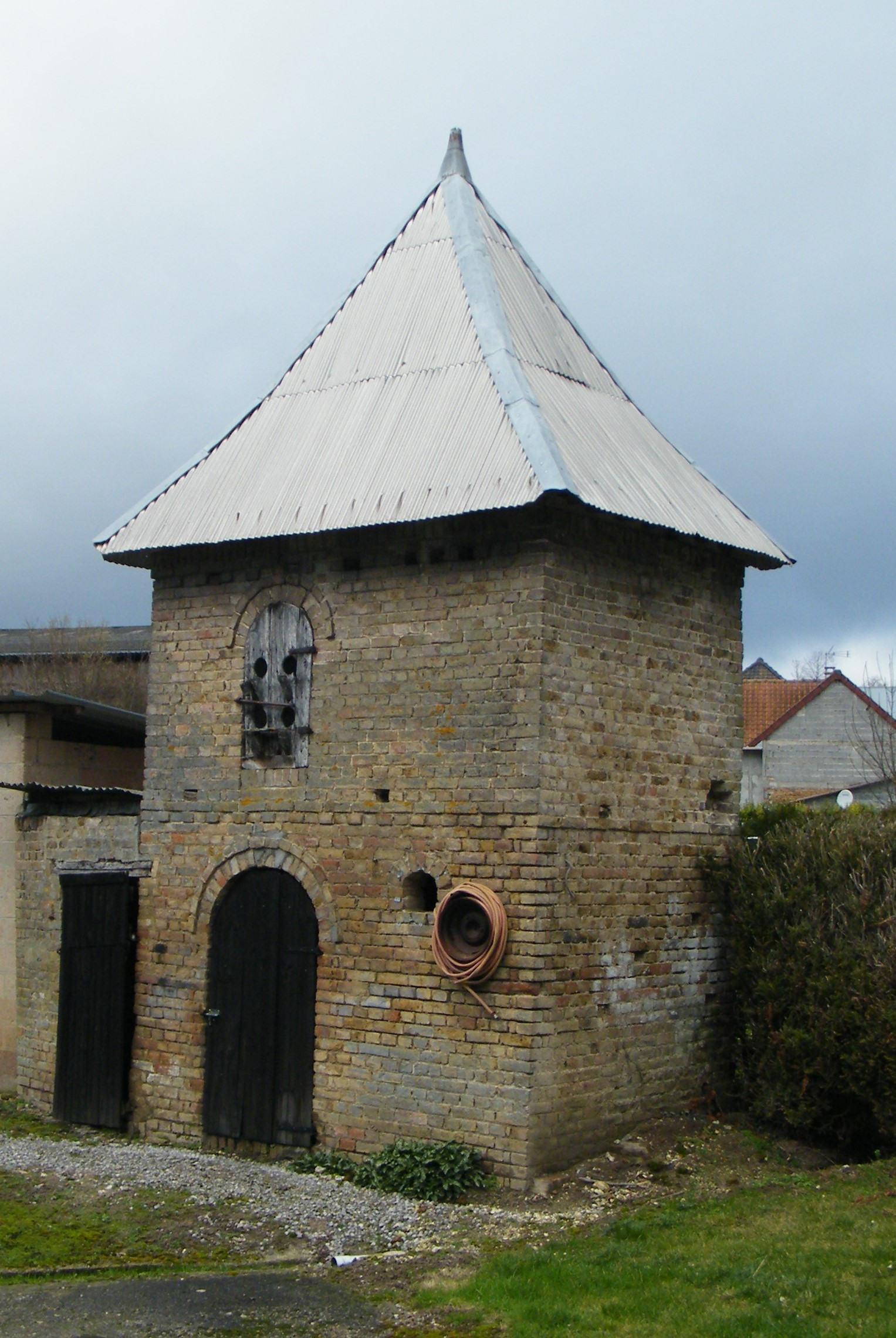
Pigeonnier.

### Héraldique, logotype et devise
| Blason de Mesge | Blason  | De gueules aux six étoiles d'or, 3, 2 et 1.                             |
| Blason de Mesge | Détails | La commune relève les armes des premiers seigneurs de l'un de ses fiefs |

## Pour approfondir